# Hoyocasero
Hoyocasero è un comune spagnolo di 369 abitanti situato nella comunità autonoma di Castiglia e León.